# Júlio Pomar
Pour les articles homonymes, voir Pomar.
Júlio Artur da Silva Pomar, né le 10 janvier 1926 à Lisbonne et mort dans sa ville natale le 22 mai 2018,, est un artiste portugais. Il a été considéré par le grand historien de l'art José-Augusto França comme le plus grand peintre portugais de sa génération.

## Biographie

### Débuts et carrière (années 1940 et 1950)
Dans un premier temps, Pomar étudia à l’École Artistique Secondaire António Arroio (Escola Secundária Artística António Arroio) à Lisbonne, sa ville natale. Il se forma par la suite à l’École Supérieure des Beaux-arts de Lisbonne en 1942. Cette même année, il organisa sa première exposition collective accompagné d’un groupe d’anciens étudiants de l’École António Arroio, composé des peintres Fernando de Azevedo et Marcelino Vespeira, entre autres. Almada Negreiros fut l’un des notables visiteurs de cette exposition, il fit d’ailleurs l’acquisition de la peinture Saltimbancos, aujourd’hui disparue.
En 1944, il intégra l’École Supérieure des Beaux-arts de Porto, qu’il quitta deux ans plus tard, à la suite d’une procédure disciplinaire. Durant cette période, il rejoignit un groupe d’artistes appelé les Indépendants. Il participa aux expositions du collectif en 1944, à Porto et à Coimbra, puis à celle de Lisbonne en 1945.
De juin à octobre 1945, il fut le directeur de la page artistique du journal A Tarde, où il contribua à promouvoir des peintres tels que l’expressionniste allemand George Grosz, les muralistes mexicains José Clemente Orozco et David Alfaro Siqueiros, ainsi que l’artiste brésilien Candido Portinari. Il collabora avec les magazines Seara Nova, Vértice et Mundo Literário.
Il rejoignit le parti de la Jeunesse Communiste du Parti Communiste portugais en 1945.
De 1945 à 1957, l’œuvre de Pomar s’inscrivit dans une période néo-réaliste et devint fortement engagé sur les plans politique et idéologique. En 1946, il entama une peinture murale au Cinéma-Théâtre Batalha de Porto, qui fut détruite en 1948 pour des raisons politiques. Entre 1946 et 1956, il fut l’un des principaux organisateurs et exposants des Expositions Générales d’Arts Plastiques, considérées comme des manifestations majeures de la peinture néo-réaliste portugaise de l’époque. Une de ses peintures, Resistência (Resistance) fut saisie par la police politique en 1947, lors de la deuxième exposition, étant jugée « politiquement subversive ». La même année, il présenta sa première exposition personnelle à la galerie Portugália, à Porto. Il fut également arrêté pour son appartenance au MUD, et emprisonné pendant quatre mois. En 1948, il réalisa le portrait officiel du candidat présidentiel de l’Opposition Démocratique, le général José Norton de Matos. L’année suivante, il perdit son poste de professeur de dessin dans l’enseignement technique en raison de son engagement politique durant la campagne.
Sa première véritable peinture néo-réaliste fut Gadanheiro (Le Faucheur), réalisée en 1945. Son œuvre la plus emblématique dans ce style est sans doute O Almoço do Trolha (Le Déjeuner du manœuvre), sur laquelle il travailla de 1946 à 1950, et qui fut exposée pour la première fois en 1947. L’historien de l’art portugais Rui Mário Gonçalves l’a décrit comme l’un des « jalons les plus importants de la peinture néo-réaliste, avec un thème tiré de la vie du prolétariat, traité avec une matière brute et une accentuation anatomique des pieds et des mains rappelant Portinari.»
Durant sa jeunesse, il travailla également sur des illustrations et des céramiques. Il se détacha progressivement du mouvement néo-réaliste, ses dernières œuvres majeures dans ce style étant les peintures Ciclo do Arroz (Cycles du riz), produites entre 1952 et 1955, et inspirées par ses nombreux voyages dans les champs de riz du Ribatejo, en compagnie de l’écrivain Alves Redol. Comme l’a expliqué l’historien de l’art Alexandre Pomar: «Vers 1956, sans qu’il soit possible de désigner un point de rupture précis dans sa production picturale ni une prise de distance spécifique à l’égard de ses positions politiques antérieures, le chemin de Júlio Pomar commence à s’orienter dans d’autres directions.". Entre 1954 et 1961, il fut marié à l’artiste Alice Jorge.

### Après 1960
Lorsque Pomar s’installa à Paris en juin 1963, il s’était déjà détaché du courant néo-réaliste.  Il retourna à de nombreuses reprises au Portugal au cours des vingt années suivantes. Á Paris, il ne rejoignit aucun collectif d’artistes, ni ne s’inscrivit dans les courants artistique alors en vogue, conservant une position de distance critique vis-à-vis de la scène contemporaine. Cette volonté d’indépendance lui permit de rester fidèle à l’expression du geste, à l’exploration de la ligne ainsi qu’à l’ouverture de la composition vers un langage pictural informel. En 1967, il réalisa ses premiers assemblages à partir de matériaux de récupération. L’année suivante, il entama deux séries parallèles, l’une ayant pour sujet la crise de Mai 68. Il exposa de nouveau à Lisbonne, et à partir de 1969, commença une collaboration régulière avec la Galerie 111 de Manuel de Brito, qui devint alors son représentant au Portugal.
Pomar se trouvait à Lisbonne au moment de la révolution d’avril 1974. Durant les années 1970, il publia un recueil de poèmes, participa à d’importantes expositions internationales, notamment la Biennale de São Paulo au Brésil, en 1976, et présenta plusieurs expositions personnelles majeures. Parmi celles-ci figurait la première rétrospective de son œuvre qui fut présentée en 1978, à la Fondation Calouste Gulbenkian à Lisbonne, et au Musée National Soares dos Reis de Porto.
Caractérisé par une forme de figuration mêlant la surprise du processus d’association d’images, héritée du surréalisme, et l’influence de l’expressionisme abstrait, la peinture de Pomar, au cours des dernières décennies, résulte d’une activité intense et d’un désir permanent de diversification thématique. Dans ces combinaisons, on croise des tigres et chapeaux de pluie, singes et portraits explicites. Il semble parfois évident qu’il cherche à renouer avec ses racines, comme en témoigne sa célèbre peinture Lusitânia no Bairro Alto (1985), représentant Mário de Sá-Carneiro, Santa-Rita Pintor et Amadeo de Souza-Cardoso.
Il est décédé à l'Hôpital da Luz, à Lisbonne, le 22 mai 2018, à l'âge de 92 ans. Sa mort a été pleurée comme une grande perte nationale, et il a été salué, entre autres, par le président Marcelo Rebelo de Sousa.

## Essais et poésie
Il a publié trois livres d’essais sur la peinture; Discours sur la cécité des peintres (1985), Da Cegueira dos Pintores (1986) et Então e a Pintura? (2003). Il a publié deux livres de poésie; Alguns Eventos (1992) et TRATAdoDITOeFeito (2003).

## Atelier-Museu Júlio Pomar
L’Atelier-Museu Júlio Pomar a été inauguré à Lisbonne, en 2013, dans un bâtiment acheté par la Municipalité de Lisbonne en 2000 et réaménagé par l’architecte Álvaro Siza Vieira. L’Atelier-Musée détient des centaines d’œuvres de l’artiste incluant des peintures, dessins et sculptures, donnés par lui-même à la Fondation Júlio Pomar.

## Collections publiques
Pomar est representé dans de nombreux musées à travers le Portugal et à l’étranger, notamment à Lisbonne, au Musée du Chiado, au Centre d’Art Moderne José de Azeredo Perdigão, et au Musée de la Collection Berardo ; à Porto, au Musée d’Art Contemporain Serralves; à Bruxelles, au Musée Royal des Beaux-arts de Belgique; ainsi qu’au Musée d’Art Moderne de Rio de Janeiro et au Musée d’Art de São Paulo, au Brésil, entre autres. 

## Quelques prix et distinctions

### Distinctions
- Grand-croix de l'ordre du Mérite du Portugal, 1989[10].
- Grand Officier de l'Ordre de la Liberté, 2004[11].
- Chevalier de l'ordre des Arts et des Lettres (France), 2004 ;  Commandeur de l'ordre des Arts et des Lettres (France)[12].
- Doctorat honoris causa de l'Université de Lisbonne, 2013[13].